# 奧內爾角
奧內爾角（英語：O'Neill Point），是南極洲的海岬，位於葛拉漢地的丹科海岸，處於勒梅爾島西北面2.8公里的勞塔羅島北端，由英國南極名稱諮詢委員會命名，現時由南極條約體系管理。